# Lockåstjärnen
Lockåstjärnen är en sjö i Nordanstigs kommun i Hälsingland och ingår i Ljungans huvudavrinningsområde.